# Steve Millen
Steve Millen (ur. 17 lutego 1953 w Auckland) – nowozelandzki kierowca wyścigowy.

## Kariera
Millen rozpoczął karierę w międzynarodowych wyścigach samochodowych na przełomie 1971 i 1972 roku od startów w klasach 0-4200cc oraz 0-6000cc Bank of New South Wales NZ Saloon Car Championship, gdzie jednak nie zdobywał punktów. W późniejszych latach Nowozelandczyk pojawiał się także w stawce Grand Prix Singapuru, Grand Prix Makau, Tasman Series, Nowozelandzkiej Formuły Ford, Grand Prix Malezji, Penang Grand Prix, Peter Stuyvesant International Formula Pacific Series, New Zealand Gold Star Championship, Formula Pacific New Zealand International Series, Atlantic Championship, New Zealand Gold Star Championship, IMSA Camel GTO, Amerykańskiej Formuły Super Vee, IMSA GTU Championship, IMSA Camel GTP Championship, IMSA Camel Lights, American Racing Series, 24-godzinnego wyścigu Le Mans, 24-godzinnego wyścigu Daytona, 12-godzinnego wyścigu Sebring, Australian Endurance Championship, IMSA Exxon Supreme GT Series, TraNZam Championship, International Race Of Champions oraz Toyota Pro/Celebrity Race.